# Svenska Mästerskapet 1900
Il Campionato svedese di calcio 1900 (svedese: Svenska Mästerskapet i Fotbol 1900) è stato la 5ª edizione del torneo. 
È stato vinto dall'AIK, che ha battuto l'Örgryte, ponendo fine al suo dominio che durava da quattro anni.

## Partecipanti
| Club    | Città     | Stagione precedente |
| ------- | --------- | ------------------- |
| AIK     | Stoccolma | Non partecipante    |
| Örgryte | Göteborg  | Campione di Svezia  |

## Tabellino
| Arbitro: | Wilhelm Lilliesköld |

|                    |           |  |
| Gunnar Franzén 51’ | Marcatori |  |